# 旧阿库利舍特市镇
旧阿库利舍特市镇（俄语：Старо-Акульшетское муниципальное образование）是俄罗斯联邦伊尔库茨克州泰舍特区所属的一个市镇。其下辖有个居民点，行政中心为旧阿库利舍特。据2016年统计，该市镇的人口为1312人。